# Time Lost
Time Lost è il terzo album in studio del gruppo musicale statunitense Enchant, pubblicato nel 1997.
L'album è stato ristampato nel 2002 in edizione speciale assieme al precedente Wounded dalla Inside Out Music.

## Tracce
1. Blind Sided – 6:24
2. New Moon – 8:22
3. Under the Sun – 7:29
4. Foundations – 6:08
5. Interact – 10:49
6. Standing Ground – 5:29
7. Mettle Man – 8:24

Tracce bonus nella riedizione del 2002
1. Under the Sun (Demo) – 7:26
2. Words (Instrumental) – 5:57

## Formazione
- Ted Leonard – voce
- Douglas A Ott – chitarra
- Ed Platt – basso
- Michael "Benignus" Geimer – tastiera
- Paul Craddick – batteria